# Scoliacma brunnea
Scoliacma brunnea är en fjärilsart som beskrevs av Druce 1899. Scoliacma brunnea ingår i släktet Scoliacma och familjen björnspinnare. Inga underarter finns listade.